# René Maury
René Maury, nacido el 29 de enero de 1928 en Béziers, y muerto el 21 de enero de 2014 en Montferrier-sobre-Lez, es un economista, jurista e historiador francés. Agregado de ciencias económicas, doctor en derecho y diplomado de Harvard Business School, René Maury fue profesor de ciencias económicas a la universidad de Montpellier, Visiting Professor a la Keio Business School de Tokio y profesor en la universidad de Limerick. Es el autor de una veintena de labores.

## Biografía
René Maury hace sus estudios en derecho a la facultad de Montpellier, y sigue conjuntamente cursos a la facultad de las Cartas. Obtiene así una licencia ès cartas y un doctorat en derecho en 1949. Primeramente abogado al Tribunal de apelación de Montpellier (1949-1951), está nombrado a cargo de curso a la facultad de derecho de Lyon (1952-1954). En 1954, es el plus joven agregado de Francia en ciencias económicas.
Profesor a la facultad de derecho de Montpellier (1954-1997), es el director y fundador del Instituto de preparación a los asuntos de Montpellier en 1956 (IPA, resultado luego IAE). Una beca Fulbright permite en 1959 de seguir una formación destinada al cuerpo professoral a Harvard Business School. Primer profesor francés a enseñar a la Keio Business School de Tokio-Yokohama (Japón) de 1983 a 1995, es también profesor adjunto a la universidad de Limerick (Irlanda) de 1991 a 1997.

## Pensamiento y recorrido intelectual

### El economista

#### Nuevo enfoque de la ciencia económica
Desde 1951, su tesis de doctorat enfocada por François Perroux y titulada « Prueba sobre la introducción de la sociologie del conocimiento en economía política » denuncia la ubica demasiado exclusiva hecha al solo individuo, el homo economicus, que está definido en términos abstractos en el análisis económico. Describe de manera profundizada y exhaustiva las derivas de la ciencia económica y las imprescindibles aportaciones de la sociologie del conocimiento.
Desde el comienzo de los años setenta, donde publica Para comprender la crisis (Albin Michel, 1974) y La Sociedad de inflación (Umbral, 1975), había presentido ampliamente el final de los « treinta gloriosas » y la crisis duradera que iba a #derivarse. Asimismo de otro lado, que, algunos años antes, la revolución de mayo 1968 durante un coloquio organizado en Marte 1968 a Marbella por algunos grandes patrones de la industria francesa.
Después en dos artículos aparecidos en el periódico Mediodía-Libre, en septiembre de 1998, él prophétise el krach bursátil que acontecerá el 19 de octubre de 1998, sea un mes más tarde,.

#### El liberal
En economía, esto era un liberal puro, cercano de la escuela francesa de las economistas clásicas, tal vez más particularmente de Frédéric Bastiat, que escribía : « Cada uno quiere vivir a los dépens estatales, pero es el Estado que vive a los dépens de todos ». Su libro El Estado maquereau o la perversión del sistema francés (Albin Michel, 1992) desarrollaba la misma tesis : que pretende aportar un amparo a todos, el Estado próspero primeramente para su propia cuenta catégoriel y arruina la sociedad. Un de los rasgos característicos de René Maury era su recelo profundo de las instituciones que juzgaba fundamentalmente engañosas. Había en contrapartida una fe sin límite en la iniciativa y la creatividad individual en las cuales veía la sola fuente de riqueza. Creía en la innovación.
En L'Homme mystifié (Gallimard, 1966), el uno de sus primeras labores, él affranchit el individuo de las mentiras oficiales o de los engaños institucionales que brident su energía y su creatividad. Cree por-encima todo en la libertad y a su pendiente imprescindible, la responsabilidad.
Marcha de la absurdidad de la condición humana (...), y considera que a marchar de ahí que los hombres han sido traídos a crear mitos, para devolver la vida soportable y dar un sentido a la existencia humana. De los mitos que, por definición, son engañosos pero que recobran todos los datos de la vida social, hasta las reglas de vida, a las normas, a las leyes, y que son pues el producto de los informes a la fuerza, sobre todo entre los dominantes y los liderados.
En su labor El Estado maquereau (1992), muestra, que se pulsa los trabajos de la industria automovilística alemana, que « el salario horario medio bruto del operador es en el automóvil francés del 40% subordinado a aquel del Japonés y de cerca del 50 % subordinado a aquel del Alemán ».
En su libro Acuso el impuesto sobre la renta –suprimámoslo (Calmann-Levy, 1996), proponía, a la manera de varios Premios Nobel, la supresión pura y mera de un impuesto que bride la creación de riquezas. Estaba persuadido que la abolición del impuesto directo, y sobre todo de su progresividad, sería el punto de salida de un formidable dinamismo económico y permitiría una verdadera refundición de la economía francesa.

#### El admirador del modelo nippon
En su libro Marianne a la escuela japonesa, considera el sistema educativo japonés como un modelo. Fascinado por este modelo nippon, el libro Los patrones japoneses hablan estudia la dinámica de este sistema. En esta labor, René y Marie-Hélène Maury se han aplicado a poner al alcance del gran público los propósitos de cuarenta presidentes de muy grandes empresas japonesas.

### El Europeo
Proclama su européanisme en 1958 en su libro La Integración europea.  y en favor de los esfuerzos para unificar los sistemas monetarios, las políticas comerciales, las inversiones o la política atómica tienen que estar coordinados. Quedará siempre atado a la idea de un federalismo europeo centrado sobre los grandes envites géostratégiques.

### El historiador

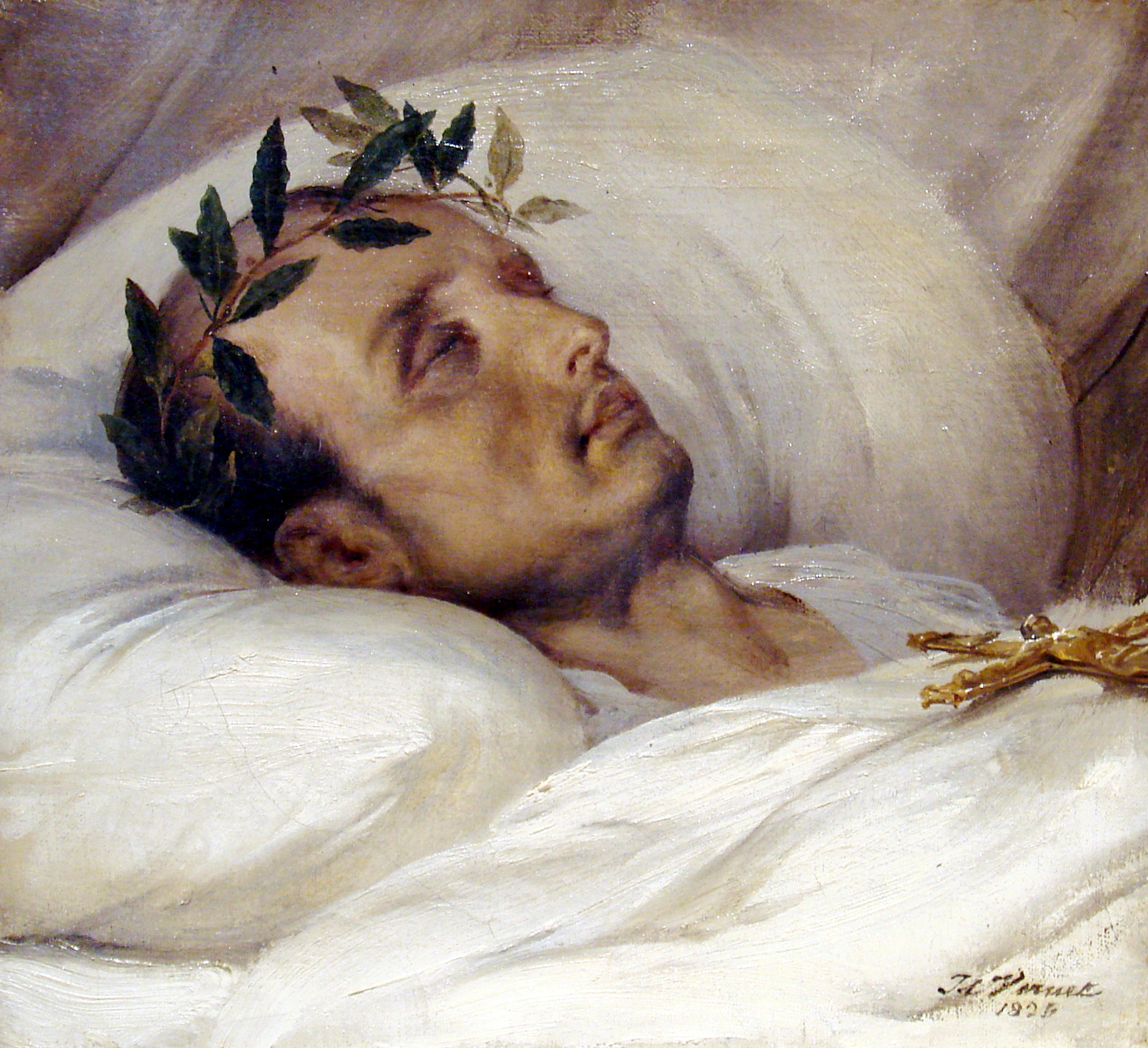
Napoleón sobre su cama de muerte

Es un especialista de la muerte de Napoleón Ier ; estima que es la consecuencia de un envenenamiento al arsenic por el comte de Montholon en tres labores sucesivas : El Asesino de Napoleón o el Misterio de Santo-Hélène (Albin-Michel 1994), Albine. El último amor de Napoleón (Calmann-Lévy 1998) y El énigme Napoleón resuelta (Albin-Michel 2000).
Es el autor de Prodigioso Aníbal (El Harmattan 2004) sobre Aníbal y de Agnès Sorel asesinada (La Harmattan 2004).

### El diarista
Colabora al Mediodía Libre publicando semanalmente, una crónica económica de 1987 a 1998.

## Publicaciones
- La sociedad de inflacion, Monte Avila editores Caracas, Venezuela 1976
- Hablan los empresarios japoneses, Editorial Atlántica, Buenos Aires ; Argentina . 1990
- (en francés) Prodigieux Hannibal l’Harmattan 2005
- (en francés) L’Énigme Napoléon résolue, Albin Michel, 2000

### Artículos
- Emmanuel Maury
- Frédéric Bastiat
- François Perroux
- François de Candé-Montholon
- Muerte de Napoleón Ier